# Янишевська сільська рада
Яни́шевська сільська рада (рос. Янышевский сельский совет) — муніципальне утворення у складі Благоварського району Башкортостану, Росія. Адміністративний центр — присілок Шарлик.

## Населення
Населення — 872 особи (2019, 993 у 2010, 970 у 2002).

## Склад
До складу поселення входять такі населені пункти:
| Населений пункт       | Населення, осіб (2002) | Населення, осіб (2010) |
| --------------------- | ---------------------- | ---------------------- |
| Кизил-Юлдуз, присілок | 53                     | 51                     |
| Нейфельд, присілок    | 29                     | 33                     |
| Шарлик, присілок      | 489                    | 506                    |
| Янишево, село         | 399                    | 403                    |